# Suzanna's New Suit
Suzanna's New Suit (o Susanna's New Suit) è un cortometraggio muto del 1914 diretto da Harry A. Pollard. Prodotto dalla Beauty (American Film Manufacturing Company), il film aveva come interpreti Margarita Fischer, lo stesso regista Pollard, Joe Harris, Fred Gamble, Mary Scott.
Il film ebbe un sequel, il cortometraggio Susie's New Shoes con gli stessi interpreti e lo stesso regista.

## Trama
Suzanna ha la brutta abitudine di comperare tutto a credito, cosa che irrita molto suo marito. Così, quando lei arriva a casa con l'ennesimo abito, lui si rifiuta di pagare il conto. Lei, per ripicca, minaccia di tornare da sua madre. Lui, senza fare una piega, le dà i soldi per il biglietto del treno. Con sua sorpresa, la moglie prende il denaro e lo lascia.

Mentre è in fila in biglietteria, Suzanna nota la pubblicità di una vendita straordinaria: conta i soldi che le ha dato il marito e si precipita per non perdere quell'occasione, dimenticandosi totalmente di sua madre.

Nel frattempo, van Dusen si è pentito di come ha trattato la moglie e decide di mandarle un telegramma a casa di sua madre per chiederle di ritornare. Poi, però, straccia il biglietto. Intanto, Suzanna, dovendo provarsi un vestito alla grande svendita, lascia la borsa a terra e qualcuno gliela ruba.

Van Dusen, passando davanti alla sede del giornale, vede un assembramento: incuriosito va a vedere cosa sta succedendo e scopre che il treno che dovrebbe avere preso sua moglie è andato distrutto in un incidente. Inorridito dal pensiero di essere stato lui a spingerla a partire, torna a casa in uno stato di completa follia. Mentre gli amici cercano di consolarlo, arriva Suzanna che si lamenta per la perdita della borsa. Van Dusen, felice, la prende tra le braccia, si fa raccontare tutto e poi le promette che da quel momento in poi potrà comperarsi tutti gli abiti che vorrà.

## Produzione
Il film fu prodotto dalla Beauty (American Film Manufacturing Company).

## Distribuzione
Distribuito dalla Mutual, il film - un cortometraggio in una bobina - uscì nelle sale statunitensi l'11 agosto 1914.